# Jamie Madrox
James Arthur "Jamie" Madrox, conosciuto anche come Uomo Multiplo (Multiple Man), è un personaggio dei fumetti, creato da Len Wein e Chris Claremont (testi) e John Buscema (disegni), pubblicato dalla Marvel Comics. Apparso per la prima volta come personaggio secondario in Giant-Size Fantastic Four n. 4 (febbraio 1975).
Da allora in poi ha acquistato sempre più importanza all'interno delle trame, grazie soprattutto all'opera dello scrittore Peter David che ne ha fatto uno dei protagonisti delle due serie di X-Factor da lui sceneggiate. Jamie è un mutante dell'universo Marvel che, oltre ad essere membro degli X-Men, è anche il fondatore nonché leader della X-Factor Investigations.

## Biografia del personaggio

### Origini
Nato nei dintorni di Los Alamos in un'azienda di ricerca in Nuovo Messico, dopo essere stato schiaffeggiato dal medico alla nascita, Jamie duplicò se stesso inconsciamente, mostrando subito la propria mutazione, forse a causa delle radiazioni presenti in zona, che ne stimolarono l'evoluzione. Amico di lunga data di Daniel Madrox, Charles Xavier suggerì a tutta la famiglia di trasferirsi in Kansas, dove avrebbero potuto crescere il bambino mantenendo la propria privacy. Daniel costruì per il figlio una speciale tuta capace di assorbire ed annullare gli effetti dell'energia cinetica responsabile della duplicazione, e poco tempo dopo i coniugi Madrox ricevettero la visita del misterioso Damian Tryp, dirigente della Indagini Singolari, che propose alla coppia di prendersi cura di Jamie, affermando che il bambino non era un normale mutante, ma un changeling, particolare essere capace di manifestare la propria mutazione fin dalla nascita. Rifiutata la proposta, a distanza di qualche giorno i coniugi Madrox morirono investiti da un tornado, lasciando così il giovane Jamie a prendersi cura della fattoria nella quale abitava. Raggiunta l'adolescenza, il ragazzo si recò a New York per far riparare la propria tuta, che a causa della mancata manutenzione si era guastata, e fu proprio nella Grande Mela che incontrò Mister Fantastic e i Fantastici Quattro. Richards lo prese sotto la sua ala protettrice e ne comunicò la visita a Xavier, provvedendo a riparare la tuta del ragazzo. Più tardi, Jamie si trasferì sull'isola Muir, dove assieme alla dottoressa Moira MacTaggert, Havok e Polaris, gestì il centro ricerca della donna per poi prendere parte alla caccia al malvagio mutante Proteus. Durante la successiva battaglia, uno dei suoi doppi fu consumato dal potere del parassita, e Jamie cadde in un breve coma per lo shock. Subito ripresosi, rifiutò la proposta di unirsi agli X-Men, mentre uno dei suoi duplicati sedusse Siryn e assieme partirono alla ricerca dei Nuovi Mutanti Sunspot e Warlock.

### X-Factor
Assieme agli altri residenti dell'isola Muir, Jamie cadde sotto l'influsso del Re delle Ombre. Sconfitta l'entità, entrò a far parte del gruppo governativo X-Factor assemblato da Val Cooper e sviluppò una forte amicizia con il compagno di squadra Forzuto. Durante questo periodo Jamie comprese di non poter riassorbire i propri doppi deceduti, e rimase vittima di uno di essi che rapendolo ne prese il posto all'interno del team. Fuggito, prese parte allo scontrò con i Nasty Boys di Sinistro, che avevano approfittato della sua assenza per sfidare X-Factor. Con il team affrontò alcuni fra i più potenti e malvagi criminali dell'universo Marvel, come Hulk, il Fronte di Liberazione Mutante, la Confraternita dei mutanti malvagi ed in ultimo X-Force, responsabile, a torto, del tentato omicidio di Charles Xavier. Successivamente, una missione sull'isola di Genosha fece cadere Madrox vittima del pericoloso virus Legacy, che aumentò ulteriormente i suoi poteri prima di portarlo alla morte, anche se in seguito si scoprì che fu uno dei doppi ad aver contratto il virus, mentre il vero Jamie vagava per l'America affetto da amnesia. Grazie all'aiuto del mutante Forge riacquistò i ricordi e venne a sapere del triste fato di Forzuto, colpito da infarto a causa della sua mutazione. Forge aiutò anche quest'ultimo e decise quindi di unirsi ad X-Factor, che in seguito avrebbe guidato, mentre Jamie venuto a conoscenza dei piani del governo, volti ad utilizzare i mutanti della squadra come baluardo contro un possibile attacco di Magneto, decise di abbandonare il gruppo e tornare alla vita di semplice supereroe. In seguito riappare come membro della X-Corp fondata da Banshee avente sede a Parigi, dove lui e suoi doppi venivano utilizzati come membri dello staff assieme ad Husk, M, Jubilee e alcuni criminali mutanti come Valanga, Surge e Fever Pitch. A seguito della visita di Angelo e dei suoi X-Men, una serie di catastrofici avvenimenti si abbatté sull'organizzazione, dietro ai quali si celava la mano della mutaforma Mystica e della telepate e illusionista Mastermind, volti a distruggere l'organizzazione di Banshee e a liberare i mutanti che questa sfruttava per compiere le proprie missioni. L'intervento della mutaforma comportò la totale distruzione della Torre Eiffel e di buona parte della città di Parigi, per non parlare dell'omicidio di Pira Ardente e dello sgozzamento di Banshee che, anche se non fatale, lasciò l'uomo privo dei suoi poteri sonici. Dopo la chiusura di X-Corp, Madrox andò ad ingrossare le file della X-Corporation fondata da Xavier, organizzazione volta alla salvaguardia dei mutanti su scala mondiale, e partecipò allo scontro all'interno del Tunnel della Manica contro Weapon XII, scontro in cui perse la vita Stella Nera.

### Mutant Town
Jamie riapparve assieme a Forzuto e Wolfsbane sulle pagine della miniserie MadroX. Trasferitosi nel quartiere di Mutant Town, area di New York, Jamie lavorava come investigatore privato, mandando suoi duplicati in giro per il mondo, come aveva già fatto in passato, in modo da fare diverse esperienze che all'originale, nell'arco di una sola vita, sarebbero state precluse. Tuttavia, la prolungata lontananza dei doppi, consentiva a questi di sviluppare personalità autonome dall'originale, tanto che non desideravano essere riassorbite. Fu in questo periodo che la mutazione cominciò a sfuggire al controllo di Jamie, adesso incapace di manifestare un doppio a scelta, era costretto ad utilizzare ciò che il caso faceva venir fuori. Oltre alla mutazione in sé, anche i doppi cominciarono a manifestare strani comportamenti, influenzati dalle loro esperienze sviluppavano una propria personalità, non sempre positiva, che differenziava l'uno dall'altro; per ciò era facile che venisse fuori un doppio maniaco depressivo così come uno affetto da tendenze suicide. Fu a causa del pericolo che i doppi costituivano per sé stessi e per gli altri che Jamie decise di utilizzarli il meno possibile, anche se ora che non indossava più la speciale tuta che annullava gli effetti dell'energia cinetica, ogni possibile botta faceva venir fuori, involontariamente, un duplicato.

### X-Factor Investigations
Dopo gli eventi di House of M, e durante la decimazione, Madrox decise di ampliare la propria agenzia investigativa, e partecipando ad un gioco a premi simile a Chi vuol essere milionario? recuperò i fondi necessari per acquistare un intero edificio da adibire a sede della X-Factor Investigations. Più tardi si aggiunsero al team, di cui già facevano parte Forzuto e Wolfsbane, l'aristocratica Monet, l'irlandese Siryn, l'enigmatica Layla Miller e il depotenziato Rictor, salvato dal suicidio per mano dello stesso Madrox. L'agenzia investigativa, con il principale compito di scoprire quale era la vera causa della decimazione, in questo periodo si scontrò con la rivale Indagini Singolari guidata dallo stesso Damian Tryp che in passato aveva fatto visita ai genitori di Jamie. L'arco narrativo avente come protagonista la Indagini Singolari si conclude con il suicidio di un doppio, che aveva ricordato di aver già incontrato Damian e la parte da lui avuta nella creazione del tornado che aveva ucciso i genitori, e l'esplosione della sede della Indagini.

### Civil War
Durante il crossover Civil War, un duplicato di Jamie inviato anni addietro nell'agenzia governativa S.H.I.E.L.D. fece registrare sia Monet che Rictor, mentre Madrox, ora a conoscenza della causa della decimazione, vale a dire l'intervento di Scarlet, era impegnato in un confronto con gli X-Men. Il dibattito si concluse senza scontri, e Madrox garantì a qualsiasi mutante che avesse avuto problemi con il governo che Mutant Town sarebbe stato un porto franco in cui rifugiarsi, incorrendo nelle ire di Ciclope, giunto nei paraggi proprio a causa di Quicksilver, ricercato per la parte che aveva avuto nel cambiamento di realtà operato dalla sorella. Risolto il problema con gli X-Men, in una intervista pubblica Madrox dichiarò che X-Factor si schierava contro l'Atto di Registrazione dei Superumani, e festeggiando ubriaco, quella stessa sera dormì sia con la compagna di squadra Monet che con Siryn, cosa che causò una lite furibonda tra le due, poi coalizzatesi contro Jamie, una volta che la cosa venne alla luce.

### Ricerca multipla
Poiché ancora incapace di controllare i propri doppi, Jamie intraprese una ricerca volta a rintracciare tutti quelli dispersi in giro per il mondo, a cominciare dall'unico impiegato presso lo S.H.I.E.L.D. Giunto da uno che aveva messo su famiglia, non se la sentì di privare sua moglie e il figlio della sua presenza e rinunciò. Poco dopo l'intera X-Factor cadde vittima delle trame dell'Isolazionista, individuo in grado di percepire tutti i pensieri dei mutanti sul pianeta e di riprodurre i loro poteri, che però malamente sopportava questa situazione, tanto che progettava di uccidere tutti i superstiti dell'M-Day per poter trovare un po' di pace. I suoi progetti vennero però sventati da Madrox e soci, e l'Isolazionista ritornò alla sua caverna di ghiaccio aspettando un momento migliore per agire.

### Messiah Complex
Durante Messiah Complex Jamie, assieme a Layla, viene spedito da Ciclope a Eagle Plaza, luogo di residenza di Forge. Lì il mutante spiega loro la missione: un paio di doppi verranno inviati nelle due uniche linee temporali future per scoprire quali cambiamenti ha comportato la nascita della prima mutante dopo l'M-Day. All'ultimo momento Layla salta sulla macchina del tempo assieme ad uno dei doppi e assieme giungono ottant'anni nel futuro, dove notano subito la mancanza di qualsiasi mutante in giro per il mondo. Dopo aver consultato la biblioteca pubblica apprendono dell'esistenza dei campi di concentramento sparsi per tutta l'America e decidono quindi d'infiltrarsi in uno di essi. Facendosi catturare i due vengono sottoposti alla pratica del marchio, una M sull'occhio destro, e poi liberati dentro un cortile recintato, luogo dove incontrano una versione più giovane di Lucas Bishop, l'X-Man Alfiere, e apprendono che fu proprio la Messiah mutante a dare inizio alla guerra con gli esseri umani. Scoperto quindi che proprio Alfiere è il traditore fra le file degli X-Men, Layla fa esplodere una bomba collegata a Jamie, che uccide il suo doppio e rimanda la sua coscienza nel presente, dove avverte Ciclope e soci dell'imminente pericolo e prega gli altri di trovare un modo per salvare Layla, imprigionata forse per sempre nel futuro.

### Divisi resistiamo
In preda alla rabbia causata dal confino di Layla nel futuro, Jamie si mostra scostante con il resto del team, fino a quando la minaccia di Arcade aiuterà a riappacificare gli animi. Entrato a far parte del letale luna park del malvagio, solo con l'aiuto dell'intero gruppo riuscirà a sventare le macchinazioni dell'artefice di tutto ciò, un purificatore tradito da Rictor durante Messiah Complex. Aiutato a sgomberare Mutant Town dopo che le cariche esplosive piazzate da Arcade erano detonate, viene avvicinato da Valerie Cooper che gli propone di lavorare per O*N*E. Soccorso dalle visioni di Layla, che gli suggeriscono cosa fare, Madrox viene così a sapere della gravidanza di Siryn e decide di non accettare la proposta di Val. Fatta esplodere la sede newyorkese di X-Factor, l'intero esercizio si trasferisce a Detroit, Michigan.

## Poteri e abilità
Jamie è dotato della capacità di moltiplicare se stesso un numero virtualmente illimitato di volte, per poi riassorbire a proprio piacimento tali copie. Questa abilità funziona attraverso un processo, la cui vera natura è sconosciuta, di assorbimento dell'energia cinetica, ad esempio quando viene colpito, quando schiocca le dita oppure quando batte un piede per terra.
Ciascuno dei suoi duplicati è in grado di pensare in modo autonomo e può creare, a sua volta, duplicati di se stesso. Inoltre, l'originale è depositario ultimo di tutte le esperienze dei duplicati, e la possibilità di dividere equamente le ferite ricevute tra i doppi, gli conferisce una certa resistenza, tanto che lo si è persino visto sfruttare una raffica ottica di Ciclope per creare più di cento doppi.
Malgrado Madrox sia sempre stato indicato come mutante, nella terza serie di X-Factor, lo scrittore Peter David ha suggerito che la sua natura possa invece essere quella di un Ammazzaraccolti, sorta di superessere geneticamente precedente all'Homo Sapiens Superior, cioè i mutanti. Questa teoria è sostenuta dalla considerazione che mentre i poteri mutanti si manifestano solitamente durante l'adolescenza, quello di Jamie è stato attivo fin dalla nascita.

## Altre versioni

### Ultimate
Qui, Jamie è un membro della Confraternita di Magneto, e assieme a Mastermind compie una rapina al Louvre di Parigi, per portare via tutte quelle che Magneto definisce «cose apprezzabili che le scimmie hanno prodotto in cinquemila anni». Durante la rapina, Mastermind fa fuggire tutti i visitatori proiettando nelle loro menti l'attacco di uno sciame di vespe, e i doppioni dell'Uomo Multiplo trafugano le opere, caricandole su un elicottero dove li aspetta Sabretooth.
Questa versione di Jamie rivela a Mastermind di non potersi dividere in più di trenta copie, poiché un numero maggiore di copie gli causerebbe un'atroce crisi di personalità.

### Era di Apocalisse
In questo esclusivo crossover mutante, Jamie è vittima e prigioniero dei sadici genetisti Sinistro e Bestia Nera, che ne hanno studiato la mutazione portandola ai limiti estremi, tanto che il poveretto è affetto da un gravissimo caso di personalità multipla e dissociata. I suoi doppi, oltre ad essere utilizzati come servitori da qualsiasi alleato del malvagio, sono divenuti i principali sostenitori nonché fondatori del culto Madri, grande alleato di Apocalisse nella schiavizzazione dei mutanti.

### Marvel Zombi
In questa distorta versione dell'universo Marvel, Jamie è stato contagiato dal virus alieno che ha trasformato tutti i superesseri in zombi divora carne.

## Altri media

### Cinema
Nella serie di film ispirati all'omonima serie fumettistica, Madrox, interpretato dall'attore Eric Dane, appare solamente in X-Men - Conflitto finale, presentato come un criminale arrestato per aver rapinato contemporaneamente sette banche. Liberato da Magneto, si unisce alla sua Confraternita nella lotta contro il governo e gli X-Men.

### Televisione
Madrox compare nella serie televisiva animata Insuperabili X-Men degli anni novanta, nell'episodio Cold Comfort come membro di X-Factor, con un ruolo abbastanza marginale. Altri suoi usi in cartoni avvengono in X-Men: Evolution del 2000 e nella recente Wolverine e gli X-Men al fianco di Sinistro e dei suoi Marauders.

### Videogiochi
- Jamie Madrox appare in X-Men Legends.
- Jamie Madrox appare in X-Men: Il Gioco Ufficiale.
- Jamie Madrox appare in X-Men Legends II: L'Era di Apocalisse, come membro del culto Madri.